# Audressein
Audressein ist eine französische Gemeinde mit 146 Einwohnern (Stand 1. Januar 2022) im Département Ariège in der Region Okzitanien. Sie gehört zum Kanton Couserans Ouest und zum Arrondissement Saint-Girons.

## Lage
Nachbargemeinden sind Argein im Nordwesten, Arrout im Norden, Cescau im Osten, Castillon-en-Couserans im Südosten, Bordes-Uchentein im Süden, Salsein im Südwesten und Sor im Westen.
Hier mündet der Fluss Bouigane in den Lez.

## Bevölkerungsentwicklung
| Jahr      | 1962 | 1968 | 1975 | 1982 | 1990 | 1999 | 2008 | 2015 |
| --------- | ---- | ---- | ---- | ---- | ---- | ---- | ---- | ---- |
| Einwohner | 160  | 150  | 132  | 123  | 121  | 107  | 116  | 139  |

## Sehenswürdigkeiten
- Kirche Notre-Dame-de-Tramesaygues, Monument historique seit 1990 und UNESCO-Welterbe seit 1998.

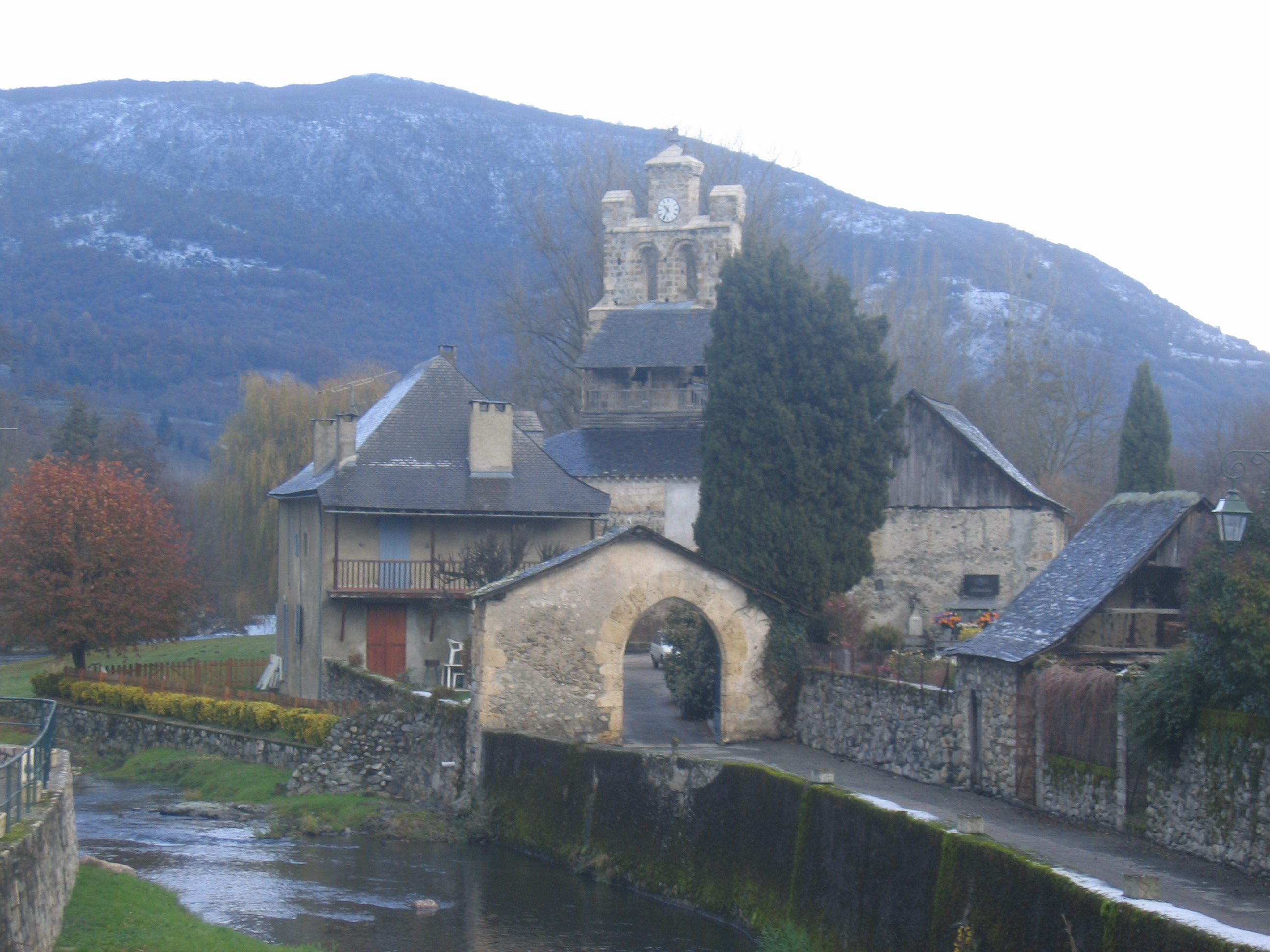
Kirche Notre-Dame-de-Tramesaygues